# زياد عبد الرزاق
زياد عبد الرزاق الخضر العنزي (مواليد 18 يوليو 1969) هو رياضي وعداء كويتي في سباقات حواجز. شارك في سباق 110 أمتار حواجز في دورتي الألعاب الأولمبية الصيفية 1988 و1992.

## المسيرة الرياضية

### 1986
في بطولة العرب لألعاب القوى للناشئين 1986 تحت 20 سنة، فاز بأول ميدالية دولية له، حيث حصل على الميدالية الفضية في سباق 110 أمتار حواجز، ولم يحقق سوى رقم قياسي في الأداء.

### 1988
كان العنزي هو الرياضي الكويتي الوحيد الذي تخطى الجولة الأولى من المنافسة في دورة الألعاب الأولمبية الصيفية عام 1988، حيث احتل المركز الخامس في تصفياته.

### 1991
تأهل لأول بطولة عالمية له في بطولة العالم لألعاب القوى عام 1991، حيث تنافس مرة أخرى في سباق 110متر حواجز. واحتل المركز السابع في تصفياته هناك، وفشل في التأهل.

### 1992
عام 1992 فاز عبد الرزاق بالميدالية الذهبية في بطولة مجلس التعاون الخليجي لألعاب القوى في سباق الحواجز القصيرة، ليصبح أول رياضي كويتي يفوز بهذا الحدث. كما أصبح أيضا رياضي أولمبي مرتين في دورة الألعاب الأولمبية الصيفية عام 1992، حيث احتل المركز التاسع في سباق الحواجز السريع. وواصل عبد الرزاق المنافسة لعدة سنوات بعد أولمبياد 1992.

### 1997
في دورة ألعاب غرب آسيا عام 1997، حصل عبد الرزاق على ميداليته الدولية الثالثة بفوزه بالميدالية الفضية في سباق 110 أمتار حواجز.

## روابط خارجية
- زياد عبد الرزاق على موقع الاتحاد الدولي لألعاب القوى (الإنجليزية)
- زياد عبد الرزاق على موقع أوليمبيديا (الإنجليزية)